# Bunomys prolatus
Bunomys prolatus is een knaagdier uit het geslacht Bunomys dat voorkomt op Gunung Tambusisi in het oosten van Celebes. De soortnaam prolatus verwijst naar de verlengde kop (Latijn prolatus "verlengd") van dit dier. Deze soort lijkt het meeste op Bunomys chrysocomus en Bunomys coelestis. B. chrysocomus komt op dezelfde plaats voor.
B. prolatus is een middelgrote rat met een bruingrijze vacht. Sommige dieren zijn wat lichter dan andere. De staart is bedekt met korte haren die donker of ongepigmenteerd zijn. De achtervoeten zijn lang en smal. B. prolatus heeft een zeer korte staart, donkere schubben op de voeten en lange, grote klauwen met scherpe punten. De vacht is lang, dicht en zacht. De schedel is lang, vooral de bek. De kop-romplengte bedraagt 156 tot 179 mm, de staartlengte 125 tot 142 mm, de achtervoetlengte 33 tot 35 mm en de oorlengte 24 tot 26 mm.
Bunomys andrewsi · Bunomys chrysocomus · Bunomys coelestis · Bunomys fratrorum · Bunomys penitus · Bunomys prolatus